# I fiammiferi svedesi
I fiammiferi svedesi è un romanzo di Robert Sabatier del 1969. È stato tradotto in italiano da Gioia Zannino Angiolillo per la casa editrice Rizzoli nel 1972.